# Augsburg Lions
Der Flag-Football Club Augsburg Lions e. V., kurz Augsburg Lions, FFCA oder Lions ist ein deutscher Flag-Football-Verein aus Augsburg. Er wurde am 17. November 2022 gegründet und hat über 50 Mitglieder (Stand: April 2024). Die Lions sind mit ihren Mannschaften in den allen deutschen Spielklassen der 5er DFFL vertreten, darunter auch der höchsten (DFFL) sowie der neu gegründeten Damenliga (DFFLF).

## Geschichte
Die Geschichte der Augsburg Lions begann 2017, als Flag Football in den Hochschulsport der Universität Augsburg aufgenommen wurde. 2018 belegte das Team der Universität einen 4. Platz bei der deutschen Hochschulmeisterschaft. Im Jahr 2021 konnte neben dem Anfängerkurs erstmals auch ein Fortgeschrittenenkurs angeboten werden. 2022 wurde das Hochschulsportangebot um einen Damenkurs erweitert.
Am 17. November 2022 wurde der Verein „Flag-Football Club Augsburg Lions“ gegründet.
Im Juni 2023 boten die Lions drei Flag-Football-Kurse an.

## Teams
Die Augsburg Lions haben verschiedene Teams, die an nationalen und internationalen Flag Football Wettbewerben teilnehmen. Dazu gehören:
- Lions: Die 1. Mannschaft ist ein Mixed-Team und spielt in der höchsten deutschen Spielklasse, der DFFL.
- Lions 2: Die 2. Mannschaft ist ein Mixed-Team. Sie spielt in der DFFL2.
- Lions 3: Die 3. Mannschaft ist ebenfalls ein Mixed-Team, das in der neu gegründeten Regionalliga Süd (FLAGRLS) spielt.
- FLINTA: Das FLINTA-Team der Lions, die SG Augsburg Lions spielt in der DFFLF, der neu gegründeten Damenliga. Für diese Zielgruppe gibt es einen eigenen Hochschulkurs.

## Erfolge
Die Augsburg Lions haben im Laufe der Jahre mehrere Erfolge erzielt, darunter:
- Deutscher Meister der DFFLF 2025 bei den Finals in Dresden (FLINTA-Team)[1]
- 1. Platz bei der ersten deutschen Frauen-Meisterschaft 2024
- 1. Platz bei der adh-Open 2024 (Hochschulmeisterschaften)[2]
- 1. Platz bei der adh-Open 2023 (Hochschulmeisterschaften)[3]
- 3. Platz bei der deutschen Meisterschaft 2023[4]
- 2. Platz beim PRIDE BOWL 2023 (FLINTA-Team)
- 1. Platz beim Peewee Bowl XVII (2024 in Nürnberg)

## Stadion und Spielorte
Die Heimspieltage der Augsburg Lions werden in verschiedenen Sportstätten in Augsburg ausgetragen. Dazu zählte am 7. Mai 2023 der Platz des FC Haunstetten. Am 1. und 2. Juli 2023 fanden die Spiele beim TSV Steppach statt.
Zu den Trainingsstätten zählen
- Sportzentrum der Universität Augsburg,
- Sportplatz an der Reischleschen Wirtschaftsschule Augsburg.